# Sonic Gems Collection
Sonic Gems Collection es una compilación lanzada en 2005 de varios videojuegos de Sega, principalmente de la serie Sonic the Hedgehog. Los juegos emulados abarcan varios géneros y videoconsolas, desde Mega Drive hasta Sega Saturn, y conservan las características y errores de sus lanzamientos iniciales, aunque con algunas ediciones mínimas. El progreso del jugador se recompensa con demostraciones de otros juegos de Sonic, videos y material gráfico promocional que abarca la historia de la franquicia. Mientras que su predecesor 一Sonic Mega Collection (2002)一 comprendía los juegos de Sonic más «populares», Gems Collection se centra en juegos más «oscuros», como Sonic CD y Sonic the Fighters. Se incluyen otros juegos que no son de Sonic, pero algunos, como la trilogía original de Streets of Rage, se omiten en la localización occidental.
El desarrollador Sonic Team concibió la compilación como una forma de presentar a los jugadores más jóvenes los juegos de Sonic más antiguos. Un juego que deseaban incluir, SegaSonic the Hedgehog, fue excluido debido a dificultades con su emulación. Gems Collection fue lanzado en Japón en 11 de agosto de 2005, mientras que a América del Norte llegó unos días después, el 16 de agosto, y en Europa se estrenó el 30 de septiembre de 2005. Se realizaron versiones para las videoconsolas GameCube y PlayStation 2; en Norteamérica no se publicó para la última consola. 
Las críticas tras su lanzamiento fueron mixtas, pues los revisores tenían dudas sobre si el paquete satisfaría a los jugadores. Elogiaron Sonic CD y Vectorman, pero encontraron a Sonic the Fighters y Sonic R mediocres, y no les gustaban los juegos de Game Gear. Algunos se sintieron decepcionados por la ausencia de la serie Streets of Rage en la versión internacional, así como de otros juegos de Sonic como Knuckles' Chaotix o Sonic the Hedgehog Pocket Adventure.

## Juegos

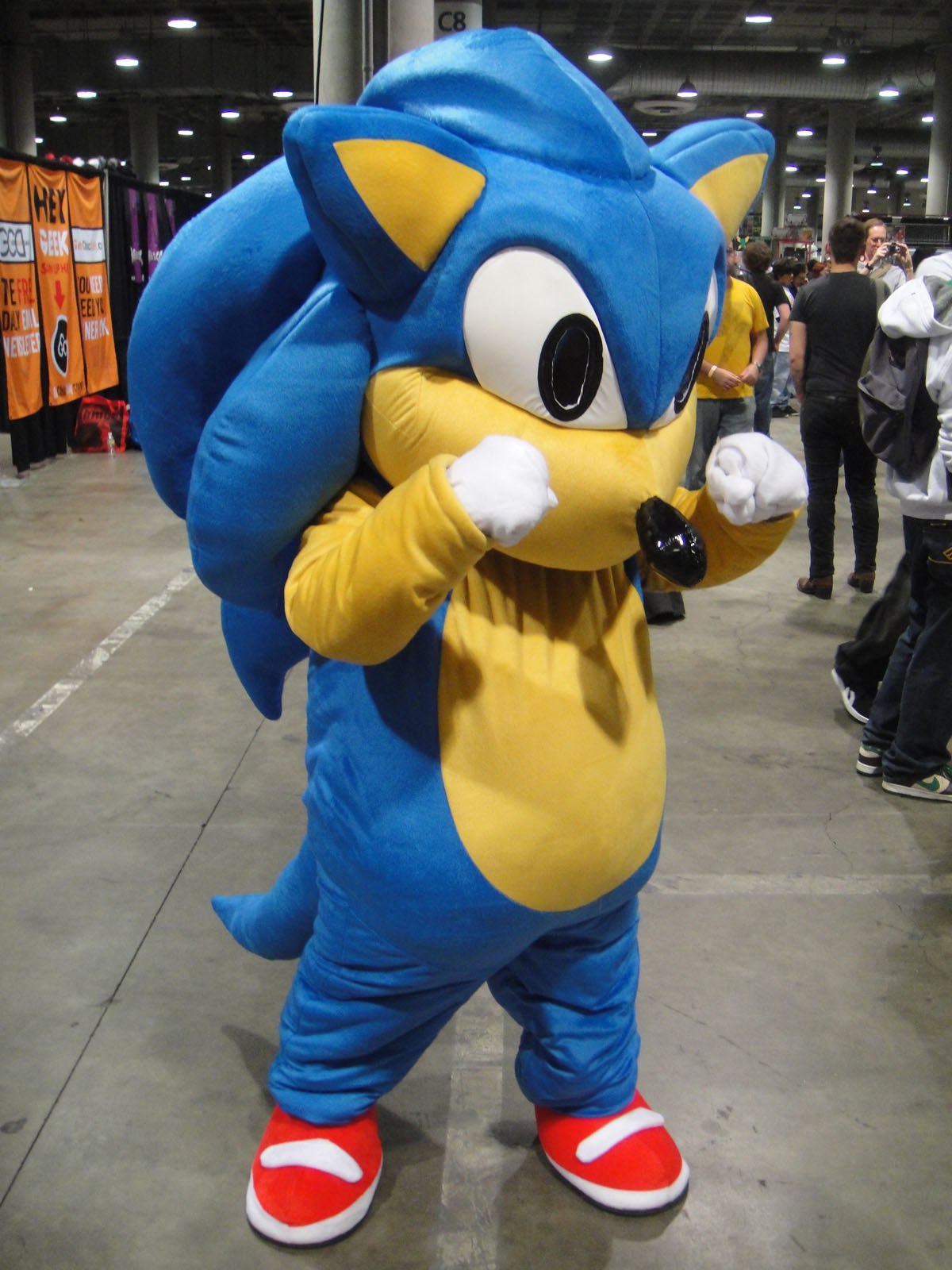
Cosplay del personaje Sonic the Hedgehog, de la serie homónima

Sonic Gems Collection es una compilación de videojuegos «oscuros» publicados por Sega para varias consolas, como Sega Mega-CD, Sega Saturn y Game Gear. Se centra principalmente en los juegos de la serie Sonic the Hedgehog, como Sonic CD (1993) y Sonic the Fighters (1996). También incluye seis de los doce juegos de Sonic lanzados para Game Gear. Estos abarcan varios géneros, como plataformas, lucha, pinball, carreras y lógica. Además, los jugadores pueden desbloquear varios juegos de Mega Drive no relacionados con Sonic, incluidos los dos juegos de Vectorman (1995 y 1996). En la versión japonesa se incluyen cuatro juegos, Bonanza Bros. (1990) y la trilogía Streets of Rage (1991, 1994 y 1994), los cuales no han sido agregados en la versión internacional. Cada juego es en su mayoría idéntico a su lanzamiento inicial, pero algunos fueron modificados; por ejemplo, Sonic R se ejecuta a una velocidad de fotogramas más alta.
La compilación presenta una sección de museo en la que los jugadores pueden ver diversos contenidos, como obras de arte promocionales, videos, capturas de pantalla y música; se desbloquean al obtener logros. También se pueden visualizar demostraciones de los juegos originales de Sonic para Mega Drive, así como de los otros seis juegos de Game Gear, aunque por tiempo limitado en ambos casos. En cada demostración, el jugador comienza en el nivel final del juego respectivo y puede jugar hasta que se cumpla el límite de tiempo.
| De la serie Sonic the Hedgehog    | De la serie Sonic the Hedgehog | De la serie Sonic the Hedgehog | De la serie Sonic the Hedgehog | De la serie Sonic the Hedgehog |
| Título                            | Género                         | Consola original               | Año original                   | Desarrolladora                 |
| --------------------------------- | ------------------------------ | ------------------------------ | ------------------------------ | ------------------------------ |
| Sonic the Hedgehog CD             | Plataformas                    | Sega Mega-CD                   | 1993                           | Sega                           |
| Sonic the Fighters                | Lucha                          | Arcade                         | 1996                           | Sega AM2                       |
| Sonic R                           | Carreras                       | Sega Saturn                    | 1997                           | Traveller's Tales y Sonic Team |
| Sonic the Hedgehog 2              | Plataformas                    | Game Gear                      | 1992                           | Aspect                         |
| Sonic the Hedgehog Triple Trouble | Plataformas                    | Game Gear                      | 1994                           | Aspect                         |
| Sonic the Hedgehog Spinball       | Pinball                        | Game Gear                      | 1993                           | Sega Technical Institute       |
| Sonic Drift 2                     | Carreras                       | Game Gear                      | 1995                           | Sega                           |
| Tails' Skypatrol                  | Lógica                         | Game Gear                      | 1995                           | SIMS                           |
| Tails Adventure                   | Plataformas                    | Game Gear                      | 1995                           | Aspect                         |
| Desbloqueables                    |                                |                                |                                |                                |
| Vectorman                         | Plataformas y Matamarcianos    | Mega Drive                     | 1995                           | Blue Sky Software              |
| Vectorman 2                       | Plataformas y run and gun      | Mega Drive                     | 1996                           | Blue Sky Software              |
| Bonanza Bros.                     | Disparos                       | Mega Drive                     | 1990                           | Sega                           |
| Streets of Rage                   | Beat 'em up                    | Mega Drive                     | 1991                           | Sega                           |
| Streets of Rage 2                 | Beat 'em up                    | Mega Drive                     | 1992                           | Sega                           |
| Streets of Rage 3                 | Beat 'em up                    | Mega Drive                     | 1994                           | Sega                           |

1. 1 2 3 4  Solo disponible en la versión japonesa.[3][4]

## Desarrollo
Sonic Gems Collection fue desarrollado por Sonic Team y publicado por Sega para GameCube y PlayStation 2. Según el director de Sonic Team, Yojiro Ogawa, la compilación, así como su predecesora 一Sonic Mega Collection (2002)一 fue concebida como una forma de presentar a los jugadores jóvenes los juegos más antiguos de la franquicia de Sonic. Mientras que Sonic Mega Collection se centra en los juegos originales de Mega Drive para mostrar lo que hizo que la franquicia fuera un éxito, Sonic Gems Collection se enfoca en los juegos que Sega considera «raros y oscuros». Aunque Sonic Team fue responsable de la creación de Sonic Gems Collection, tuvieron una participación limitada en el desarrollo de los juegos incluidos en la compilación; por ejemplo, Sega AM2 hizo Sonic the Fighters, y Sonic R fue desarrollado principalmente por Traveller's Tales. La mayoría de los juegos incluidos son emulados, pero Sonic the Fighters es un port.